# Podróż apostolska Jana Pawła II do Portugalii, Kostaryki, Nikaragui, Panamy, Salwadoru, Gwatemali, Hondurasu, Belize i na Haiti
17. podróż apostolska Jana Pawła II – odbyła się 2 marca–10 marca 1983 roku. Papież odwiedził Portugalię, Kostarykę, Nikaraguę, Panamę, Salwador, Gwatemalę, Honduras, Belize oraz Haiti.
Głównym celem wizyty był spotkanie z kościołami odwiedzanych krajów, ożywienie wiary u wierzących w Jezusa Chrystusa oraz wołanie o pokój.
W 1983 w większości odwiedzanych krajów Ameryki Środkowej panowały niepokoje społeczne w różnym nasileniu, aż do wojny domowej i rządzone były przez niedemokratyczne rządy.
W Nikaragui doszło do próby propagandowego wykorzystania wizyty Jana Pawła II przez rządzącą juntę, ołtarz, bez żadnej nadbudowy zbudowano na placu 19 lipca w Managui na tle wielkiego muralu przedstawiającego twarze założycieli ruchu sandinistów z obrazami Augusto Sandino i Carlosa Fonseci Amadora położonymi bezpośrednio za nim, na plac dopuszczono tylko zwolenników aktualnej władzy, przez megafony przerywano słowa papieża, natomiast na koniec został odegrany hymn FSLN.
W Salwadorze dzień wizyty Jana Pawła II był pierwszym od 5 lat dniem rozejmu w wojnie domowej.
W Belize msza była największym zgromadzeniem w historii tego kraju.

## Program pielgrzymki
Przebieg pielgrzymki był następujący:

### 2 marca
- postój techniczny na lotnisku w Lizbonie
- spotkanie z prezydentem Portugalii António Ramalho Eanesem, patriarchą Lizbony António Ribeiro oraz dostojnikami świeckimi i kościelnymi
- powitanie przez prezydenta Kostaryki Luisa Alberto Monge, przewodniczącego Konferencji Episkopatu Kostaryki oraz arcybiskupa archidiecezji San José de Costa Rica Romána Arrietę Villalobosa na lotnisku w San José
- spotkanie z 66 biskupami Sekretariatu Episkopatów Ameryki Środkowej i Panamy w kaplicy Centralnego Seminarium Duchownego w San José

### 3 marca
- spotkanie z Polonią w siedzibie nuncjusza apostolskiego w San José
- wizyta w Krajowym Szpitalu Dziecięcym w San José
- spotkanie z prezydentem Kostaryki Luisem Alberto Mongem w Pałacu Prezydenckim w San José
- pozdrowienie 2000 osób w ogrodzie Pałacu Prezydenckiego w San José
- msza dla 300 000 osób, z udziałem kardynałów, arcybiskupów, biskupów oraz 2 księży z każdej diecezji w Kostaryce, w Parku Miejskim La Sabana w San José
- spotkanie z zakonnicami, zakonnikami oraz duchownymi w katedrze w San José
- spotkanie z 40 000 młodych osób na Stadionie Narodowym w San José
- spotkanie z sędziami i prawnikami Międzyamerykańskiego Trybunału Praw Człowieka w siedzibie nuncjusza apostolskiego w San José

### 4 marca
- pożegnanie na lotnisku Juan Santamaria w San José
- powitanie przez prezydenta Nikaragui Daniela Ortegę Saavedrę, nuncjusza apostolskiego Andreę Cordero Lanza di Montezemolo, przewodniczącego Konferencji Episkopatu Nikaragui Miguela Obando Bravo oraz członków rządu w tym ministra kultury księdza Ernesto Cardenala na lotnisku w Managui
- spotkanie z osobami chorymi, niepełnosprawnymi i starymi w katedrze Wniebowzięcia Najświętszej Marii Panny w León
- spotkanie ze 100 000 młodych ludzi[11] na terenie Wydziału Medycyny Uniwersytetu Katolickiego Uniwersytetu (Universidad Católica Agropecuaria del Trópico Seco (UCATSE)) w León
- spotkanie z członkami rządzącej junty oraz kierownictwem Sandinistowskiego Frontu Wyzwolenia Narodowego w Cesar Augusto Silva Center w Managui
- msza dla 700 000 osób[11] na placu 19 lipca w Managui
- pożegnanie przez prezydenta Nikaragui Daniela Ortegę Saavedrę na lotnisku w Managui

### 5 marca
- powitanie przez prezydenta Panamy Ricarda de la Espriellę, nuncjusza apostolskiego José Sebastiána Laboa Gallego, przewodniczącego Konferencji Episkopatu Panamy Marcosa McGratha na lotnisku w Panamie
- msza dla 100 000 osób[17] na lotnisku w Panamie
- spotkanie z 10 biskupami panamskimi w siedzibie nuncjusza apostolskiego w Panamie
- msza dla 40.000 campesinos (ubogich wieśniaków i robotników panamskich) na Estadio Rommel Fernández w Panamie
- spotkanie z prezydentem Panamy Ricardem de la Espriella w pałacu prezydenckim w Panamie
- spotkanie z duchownymi oraz osobami chorymi, niepełnosprawnymi i starymi w katedrze Matki Bożej z Antigui w Panamie
- pożegnanie na lotnisku w Panamie
- błogosławieństwo dla zgromadzonych pod siedzibą nuncjusza apostolskiego w San José

### 6 marca
- błogosławieństwo dla zgromadzonych pod siedzibą nuncjusza apostolskiego w San José
- pożegnanie na lotnisku w San José
- powitanie przez prezydenta Salwadoru Álvaro Magañę, przewodniczącego Konferencji Episkopatu Salwadoru José Eduardo Alvareza Ramíreza oraz arcybiskupa San Salvador Arturo Riverę Damasa na lotnisku w Ilopango
- modlitwa przy grobie późniejszego błogosławionego męczennika arcybiskupa Oscara Romero w bazylice katedralnej Najświętszego Zbawiciela w San Salvador
- msza dla 500 000 osób, w intencji pokoju i pojednania, z udziałem 8 biskupów oraz 2 księży z każdej diecezji w Salwadorze, na błoniach Matro–Centrum w San Salvador
- spotkanie z prezydentem Salwadoru Álvaro Magañą w pałacu prezydenckim w San Salvador
- spotkanie z zakonnicami, zakonnikami, alumnami oraz duchownymi w Gimnazjum Braci Marystów im. bł. Marcelina Champagnat w San Salvador
- pożegnanie na lotnisku w San Salvador
- powitanie przez nuncjusza apostolskiego arcybiskupa Oriana Quilici, arcybiskupa Gwatemali Mario Casariego y Acevedo oraz prezydenta Gwatemali Efraína Ríosa Montta na lotnisku w Gwatemali

### 7 marca
- spotkanie z polonią w ogrodzie siedziby nuncjusza apostolskiego w Gwatemali
- spotkanie z zakonnicami, zakonnikami, duchownymi oraz dobrodziejami kościoła w katedrze Matki Bożej Wniebowziętej w Gwatemali
- spotkanie z prezydentem Gwatemali Efraínem Ríosem Monttem w pałacu prezydenckim w Gwatemali
- msza dla 1 000 000 osób, z udziałem kardynała Agostino Casarolego, arcybiskupa Eduarda Martíneza Somalo, gwatemalskich biskupów oraz 2 księży z każdej diecezji w Gwatemali, na Polu Marsowym (Campo de Marte) w Gwatemali
- msza dla 500 000 osób, w większości miejscowych Indian, z udziałem biskupa Oscara Garcii Urizara, w Quetzaltenango
- przelot nad terenami departamentu Quiché, gdzie szwadrony śmierci zamordowały ponad 3000 Indian, w tym 1000 katechetów
- spotkanie z zakonnicami, zakonnikami, alumnami, duchownymi oraz wychowankami salezjańskimi wraz z rodzinami w kolegium św. Jana Bosko w Gwatemali
- spotkanie z wykładowcami i studentami Uniwersytetu Katolickiego im. Rafaela Landwara w siedzibie nuncjusza apostolskiego w Gwatemali
- błogosławieństwo zgromadzonej młodzieży z balkonu siedziby nuncjusza apostolskiego w Gwatemali

### 8 marca
- powitanie przez prezydenta Hondurasu Roberta Suazo Córdovy, nuncjusza apostolskiego arcybiskupa Andreę Cordero Lanza di Montezemolo oraz arcybiskupa Tegucigalpy Héctora Enrique Santosa Hernándeza na lotnisku w Tegucigalpie
- msza dla 500 000 osób w bazylice Naszej Pani w Suyapie (Basílica de Nuestra Patrona la Virgen de Suyapa) w Tegucigalpie
- spotkanie z prezydentem Hondurasu Robertem Suazo Córdovą w pałacu prezydenckim w Tegucigalpie
- błogosławieństwo z samolotu lecącego na wysokości 300 m dla mieszkańców La Paz
- spotkanie z 100.000 osobami na lotnisku w San Pedro Sula
- pożegnanie na lotnisku w San Pedro Sula

### 9 marca
- pożegnanie na lotnisku w Gwatemali
- powitanie przez premiera Belize George Cadle Price’a, delegata apostolskiego arcybiskupa Paula Fouada Tabeta oraz biskupa Belize Roberta Louisa Hodappa oraz gubernatora generalnego Belize Elmirę Gordon na lotnisku w Belize City

Tegucigalpie
- msza dla 25 000 osób[15] na lotnisku w Belize City
- pożegnanie na lotnisku w Belize City
- powitanie przez prezydenta Haiti Jean-Claude Duvaliera, nuncjusza apostolskiego arcybiskupa Luigiego Contiego oraz arcybiskupa Port-au-Prince François-Wolffa Ligondé oraz przewodniczącego Rady Biskupów Ameryki Łacińskiej kardynała Alfonsa Lópeza Trujillo na lotnisku w Port-au-Prince
- msza dla 200 000 osób[18], z udziałem Polaków potomków żołnierzy Legii Naddunajskiej[19], sprawowana na zakończenie Krajowego Kongresu Eucharystycznego i Maryjnego, z udziałem kardynała Agostino Casarolego, kardynała Alfonsa Lópeza Trujillo, arcybiskupa Luigiego Contiego oraz arcybiskupa Eduardo Martíneza Somalo na lotnisku w Port-au-Prince
- spotkanie z prezydentem Haiti Jean-Claude Duvalierem w pałacu prezydenckim w Port-au-Prince
- spotkanie z biskupami uczestnikami XIX sesji plenarnej CELAM w archikatedrze Wniebowzięcia Najświętszej Maryi Panny w Port-au-Prince

### 10 marca
- pożegnanie na lotnisku w Port-au-Prince